# Фонтіоюело
Фонтіоюело (ісп. Fontihoyuelo) — муніципалітет в Іспанії, у складі автономної спільноти Кастилія-і-Леон, у провінції Вальядолід. Населення — 36 осіб (2010).
Муніципалітет розташований на відстані близько 220 км на північний захід від Мадрида, 65 км на північний захід від Вальядоліда.

## Демографія
Динаміка населення (INE ):

## Галерея зображень

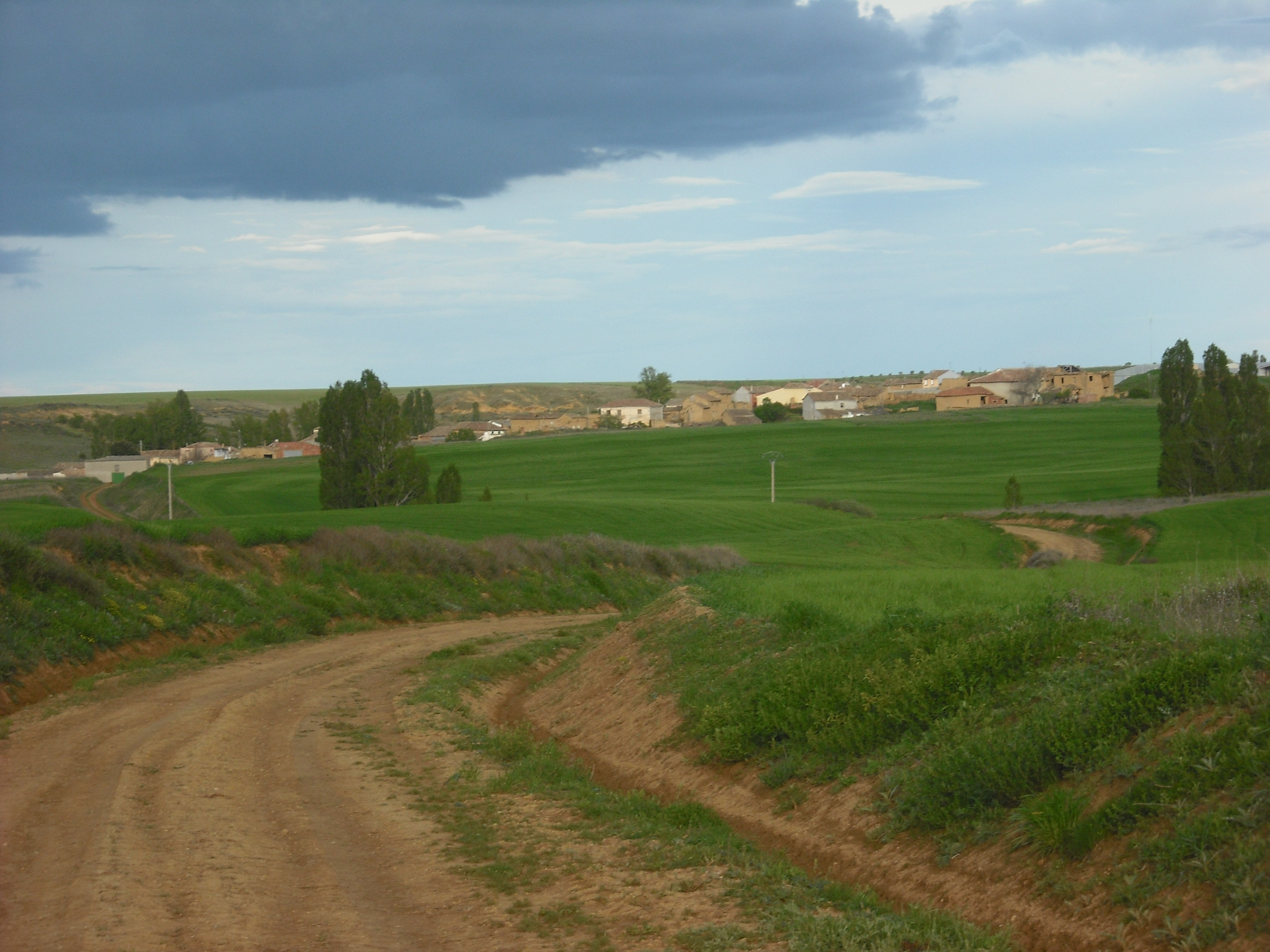
Фонтіоюело
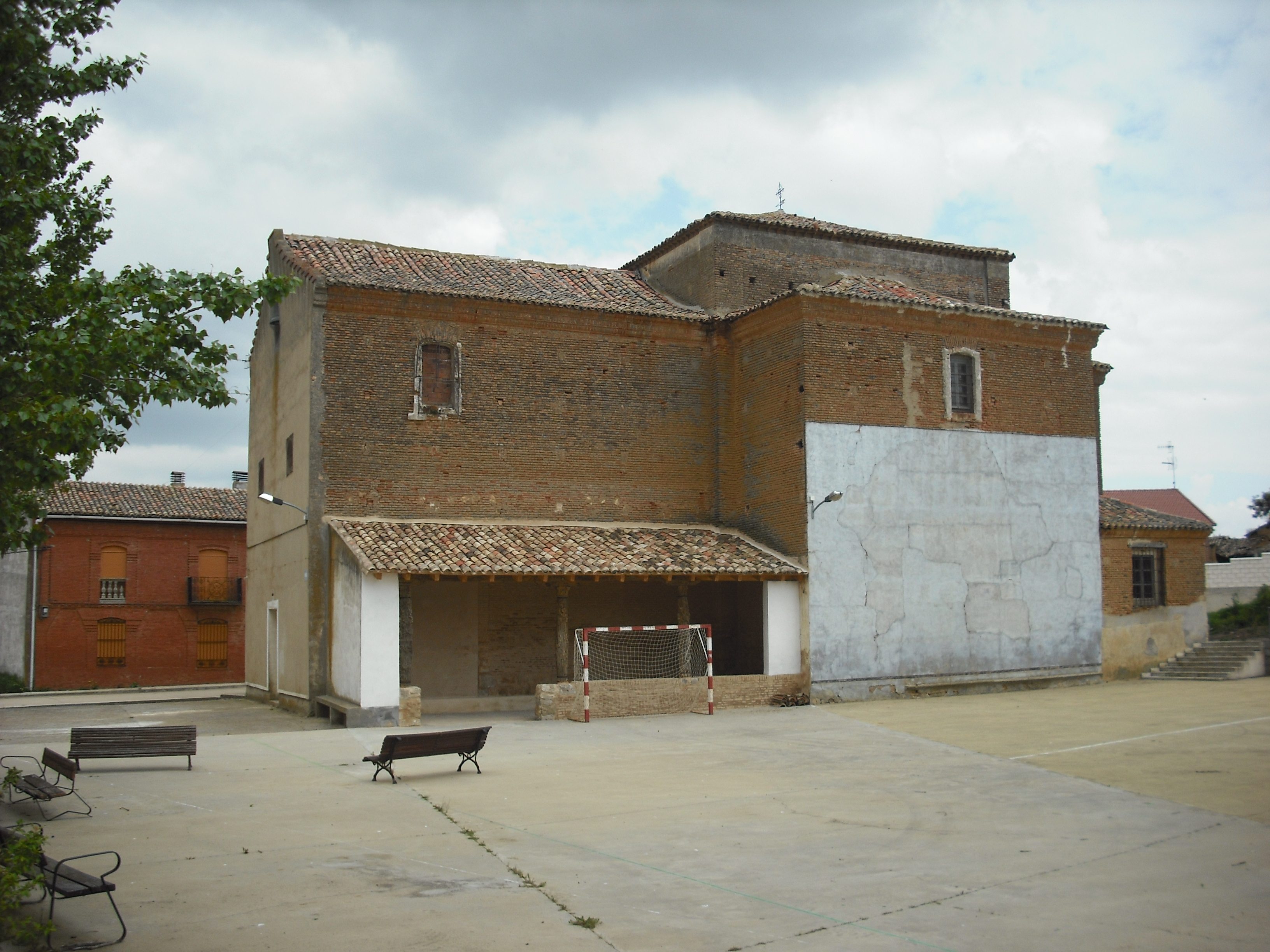
Церква Сальвадор